# أورلاندو براون (صحفي)
أورلاندو براون (بالإنجليزية: Orlando Brown)‏ هو صحفي أمريكي، ولد في 26 سبتمبر 1801، وتوفي في 6 يوليو 1867.